# Lilli Haller
Pour les articles homonymes, voir Haller.
Œuvres principales
In tiefster russischer Provinz
Der Mord auf dem Dorfe
Frau Agathens Sommerhaus
Die Stufe
Lilli Haller, née le 3 décembre 1874 à Kandergrund et morte le 18 mars 1935 à Zollikon, est un écrivain suisse d'expression allemande. 
Elle est l'auteur de récits (In tiefster russischer Provinz, Der Mord auf dem Dorfe, Frau Agathens Sommerhaus), d'un roman (Die Stufe) de poèmes et d'une biographie de Julie Bondeli. 

## Biographie

### Origines et famille
Elisabeth Gertrud Haller naît le 3 décembre 1874 à Kandergrund, dans le canton de Berne. Originaire de la ville de Berne, elle est la benjamine d'une fratrie d'une dizaine d'enfants.
Son père, Franz Haller, est pasteur. Après sa mort en asile psychiatrique, ses enfants grandissent à l'orphelinat.
Elle reste célibataire toute sa vie.

### Études et parcours professionnel
Après une formation d'institutrice, Lilli Haller devient préceptrice en Russie.  Elle interrompt son séjour pour étudier la langue et la littérature allemandes à l'Université de Berne. Elle y obtient un doctorat en 1906, avec une thèse sur la technique narrative de Jeremias Gotthelf dirigée par Oskar Walzel. Elle est l'une des premières femmes à obtenir un doctorat dans cette université. 
Elle enseigne l'allemand à partir de 1910 environ au gymnase de jeunes filles de Yalta, en Crimée. Lors de la Révolution russe de 1917, elle se réfugie en Suisse en passant par Singapour. Elle enseigne alors à l'école de commerce de jeunes filles de Berne et traduit des textes en russe pour l'administration fédérale.
Après avoir dû quitter son poste à l'école de commerce pour des problèmes de cœur,, elle vit à de sa plume à partir de 1920 à Zollikon, dans le canton de Zurich.

### Œuvre
Son œuvre comprend des récits (In tiefster russischer Provinz, 1913 ; Der Mord auf dem Dorfe, 1918 ; Frau Agathens Sommerhaus, 1930), un roman (Die Stufe, 1923), des poèmes (1935) et une biographie de la salonnière Julie Bondeli (1924), dont elle édite les lettres adressées au médecin et philosophe Johann Georg Zimmermann et au théologien Léonard Usteri après les avoir traduites en allemand (1930).
Son roman, « histoire d'un esprit vaillant, trempé dans de grands chagrins, qui s'élève de ses forces individuelles », est inspiré de sa vie. Il raconte le parcours d'une institutrice un peu déprimée en Russie, qui décide de revenir vivre en Suisse auprès de ses deux sœurs pour s'accomplir après avoir lu le Laocoon (de) de Lessing. « L'auteur décrit une vérité un peu angoissante, l'inconnu réciproque que présentent si souvent des êtres vivant continuellement ensemble. » Elle découvre que sa jeune sœur s'est laissée séduire par celui auquel elle était elle-même quasiment promise et parvient finalement à surmonter chagrin et rancœur et à recouvrer la joie de vivre grâce au contact de la nature et à une femme qui n'est que bonté (d'où le titre du roman : Die Stufe, soit le degré, la marche, en l'occurrence au sens d'une ascension).

### Mort
Lilli Haller meurt le 18 mars 1935 chez un fleuriste de Zollikon, à l'âge de 60 ans, d'un infarctus du myocarde .